# Kong Arrilds Høj
Kong Arrilds Høj (også Arrildshøj) er den største i en gruppe på fire gravhøje i Flensborg-forstaden Harreslev i Sydslesvig / Nordtyskland. Højene er beliggende ved Ilsøen (Ihlsee) tæt på Hærvejen. Højene er op til 3,5 meter høj og 30 meter i diameter. Storhøjene dateres til ældre bronzealder. Der har tidligere været mindst seks yderligere gravhøje på området, som nu er overpløjet. Om Kong Arrilds Høj fortaltes, at kong Arrild lå begravet i højen med alle sine skatte.
Ved en arkæologisk analyse i 1940 var højen cirka 4,5 meter høj og 30 meter på tværs. Ved foden var den oprindelig omsat med en krans af indadhældende randsten. Højen var bygget af lyng- og græstørv, lagt med vegetationssiden nedad. I midten fandt arkæologerne en velbevaret egekistegrav fra ældre bronzealder, i hvilken organisk materiale var bevaret. Gravkisten selv bestod af en udhulet egestamme. Den var små 3 meter lang og cirka 1,75 meter bred. Kisten var stillet lidt skråt med et hul i kistebundens lavere ende. På den måde har bronzealderfolkene drænet kisten for vand. Inde i kisten befandt sig en langhåret mand. Manden var svøbt i en kohud og lå med hovedet mod sydvest. Han var iført en uldkofte og bar en lille guldspiralring. Ved siden af ham fandtes en rundtoppet hue. Strøet ud over klistebunden lå stumperne af en smuk ornamenteret sværdskede. Kisten indeholdt også resterne af et spydskaft, et økseskaft og et sammenpresset drikkehorn lavet af et kohorn med afskåret ende. Men arkæologerne fandt næsten ingen ting af metal eller bronze. Det tyder på, at gravrøverne allerede i bronzealderen har plyndret gravhøjen. 
Lidt øst for højen i Flensborg-Sporskifte befinder sig en metalskulptur, som fremstiller kong Arrild.
Selve Arrilds Høj omtaltes i folkemunde også som Pullebjerg (nederty. Pullerbarg), afledt af jysk pulle (≈have samleje med).